# Dishypatos
Dishypatos, latinizzato in dishypatus (in greco δισύπατος?, "due volte hypatos") era un titolo onorifico bizantino (διὰ βραβείου ἀξία dia brabeiou axia) utilizzato tra il IX e l'XI secolo. In seguito, in particolare durante la dinastia dei Paleologi, è attestato il suo utilizzo come cognome.
Il titolo è relativamente poco menzionato nelle fonti letterarie, e pochi sigilli di dishypatoi sono stati rinvenuti. Creato probabilmente nell'VIII secolo, il suo primo utilizzo è attestato nel IX secolo (un certo Tommaso, corrispondente di Teodoro lo Studita, recava quel titolo). Nel Klētorologion, redatto nell'899, è una carica abbastanza importante, posta al di sotto di quella di protospatharios, ma al di sopra di quella di spatharokandidatos. Il titolo di dishypatos scomparve praticamente dall'Impero nell'XI secolo, sebbene, analogamente al titolo di hypatos, continuasse ad essere utilizzato in Italia meridionale da parte delle dinastie locali legate a Bisanzio.
Tra coloro che si fregiarono di questo titolo si annoverano il kanstresios Manuel Dishypatos ed il monaco palamite del XIV secolo David Dishypatos.